# フランシスコ・カルボ
フランシスコ・ハビエル・カルボ・ケサダ（Francisco Javier Calvo Quesada、1992年7月8日 - ）は、コスタリカ・サンホセ出身のプロサッカー選手。コスタリカ代表。コンヤスポル所属。ポジションは、ディフェンダー。

## 経歴

### クラブ
2005年から2010年までデポルティーボ・サプリサのユースチームでプレー。その後、アメリカに渡り大学でサッカーを続けた。
2011年にコスタリカに帰国。国内強豪クラブのCSエレディアーノとプロ契約を交わした。
2013年1月、デンマークリーグ王者のFCノアシェランに移籍。しかし満足に出場機会を得られず、半年でエレディアーノに復帰。2015年1月、サントス・デ・グアピレスFCにレンタルで加入。
2015年5月、かつてユース時代に所属したデポルティーボ・サプリサに完全移籍。初年度は39試合で5ゴール、翌シーズンは24試合で9ゴールを挙げた。
2016年12月、MLSのミネソタ・ユナイテッドFCに移籍。
2019年5月3日、シカゴ・ファイアーFCと2020年までの契約を結んだ。
2022年1月26日、サンノゼ・アースクエイクスに移籍した。

### 代表
2011年5月にサンホセで開催されたナイジェリア代表との親善試合に出場し初キャップ。同年、コロンビアで開催されたFIFA U-20ワールドカップに参加した。
2022年11月4日、カタールW杯に向けたメンバーの1人に選ばれた。

## 代表歴

### 出場大会
- コスタリカ代表
  - 2018 FIFAワールドカップ
  - 2022 FIFAワールドカップ

### 試合数
- 国際Aマッチ 88試合 10得点（2011年-）[11]

| コスタリカ代表 | 国際Aマッチ | 国際Aマッチ |
| 年             | 出場        | 得点        |
| -------------- | ----------- | ----------- |
| 2011           | 3           | 0           |
| 2012           | 0           | 0           |
| 2013           | 0           | 0           |
| 2014           | 0           | 0           |
| 2015           | 8           | 0           |
| 2016           | 6           | 0           |
| 2017           | 16          | 3           |
| 2018           | 11          | 1           |
| 2019           | 6           | 2           |
| 2020           | 1           | 0           |
| 2021           | 16          | 1           |
| 2022           | 10          | 1           |
| 2023           | 11          | 2           |
| 2024           |             |             |
| 通算           | 88          | 10          |

### 得点
| # | 開催日         | 開催地           | 対戦国               | スコア | 結果 | 試合概要                        |
| - | -------------- | ---------------- | -------------------- | ------ | ---- | ------------------------------- |
| 1 | 2017年1月20日  | パナマ市         | ホンジュラス         | 1–1    | 1–1  | コパ・セントロアメリカーナ2017  |
| 2 | 2017年6月13日  | サンホセ         | トリニダード・トバゴ | 1–0    | 2–1  | 2018 FIFAワールドカップ予選     |
| 3 | 2017年7月11日  | ヒューストン     | カナダ               | 1–1    | 1–1  | 2017 CONCACAFゴールドカップ     |
| 4 | 2018年6月3日   | サンホセ         | 北アイルランド       | 3–0    | 3–0  | 親善試合                        |
| 5 | 2019年11月14日 | ウィレムスタット | キュラソー           | 2–1    | 2–1  | 2019 CONCACAFネーションズリーグ |
| 6 | 2019年11月17日 | サンホセ         | ハイチ               | 1–0    | 1–1  | 2019 CONCACAFネーションズリーグ |
| 7 | 2021年6月6日   | デンバー         | ホンジュラス         | 2–2    | 2–2  | 2021 CONCACAFネーションズリーグ |